# Dale Alderson
Dale Leonard Alderson (geboren am 9. März 1918 in Belden, Nebraska; gestorben am 12. Februar 1982 in Garden Grove, Kalifornien) war ein US-amerikanischer Baseballspieler in der Major League Baseball (MLB) auf der Position des Pitchers, der 1943 und 1944 für die Chicago Cubs auflief.

## Werdegang
Alderson wurde in Belden, Nebraska geboren und besuchte später die Upper Iowa University. Er begann seine Baseballkarriere bei den Zanesville Cubs, einem Farmteam der Chicago Cubs, in der Middle Atlantic League. In 1943 pitchte er für die Nashville Volunteers und machte am 18. September 1943, im Alter von 25 Jahren, für die Chicago sein Debüt in der MLB Cubs gegen die St. Louis Cardinals. Das Spiel verloren die Cubs mit 0 zu 5. Mitte der Saison 1944 kehrte Alderson zu den Volunteers zurück, musste aber seine Karriere wegen des Zweiten Weltkriegs unterbrechen und ging zur Marine, obwohl er dort vorher zwei Mal wegen einer Nierenerkrankung abgelehnt worden war. Alderson blieb bis Oktober 1945 bei der Marine. 1946 lief er wieder für die Volunteers auf, beendete seine Baseballkarriere aber nach der Spielzeit 1946.
Seine Statistiken in der MLB belaufen sich auf null Wins, einen Loss, elf Strikeouts bei einer Earned Run Average von 6.56 in 35 2⁄3 gepitchten Innings.
Alderson starb im Alter von 63 Jahren in Garden Grove, Kalifornien.